# Godzilla vs. Mothra
Godzilla vs. Mothra är en japansk film från 1992 regisserad av Takao Okawara. Det är den nittonde filmen om det klassiska filmmonstret Godzilla. Det finns två versioner av Godzilla vs Mothra.[källa behövs]

## Handling
I sviterna efter Godzillas framfart lyckas Mothra och Battra tillsammans rädda mänskligheten.

## Om filmen
Filmen hade världspremiär i Japan den 12 december 1992, den har inte haft svensk premiär.

## Rollista (urval)
- Tetsuya Bessho - Takuya Fujita
- Satomi Kobayashi - Masako Tezuka
- Takehiro Murata - Kenji Andoh
- Kenpachiro Satsuma - Godzilla

## Utmärkelse
- 1993 - Award of the Japanese Academy - Årets nykomling, Keiko Imamura och Sayaka Osawa